# Četverokutni pronator
Četverokutni pronator (lat. musculus pronator quadratus) je mišić prednje strane podlaktice. Mišić inervira lat. nervus medianus.

## Polazište i hvatište
Mišić polazi s palčane kosti (prednje strane), a hvata se za lakatnu kost (prednju stranu).